# Жиссе-су-Флавиньи
Жиссе́-су-Флавиньи́ (фр. Gissey-sous-Flavigny) — коммуна во Франции, находится в регионе Бургундия. Департамент коммуны — Кот-д’Ор. Входит в состав кантона Венаре-Ле-Лом. Округ коммуны — Монбар.
Код INSEE коммуны — 21299.

## Население
Население коммуны на 2010 год составляло 100 человек.
| 1962 | 1968 | 1975 | 1982 | 1990 | 1999 | 2010 |
| ---- | ---- | ---- | ---- | ---- | ---- | ---- |
| 157  | 136  | 122  | 102  | 93   | 100  | 100  |

## Экономика
В 2010 году среди 58 человек трудоспособного возраста (15—64 лет) 43 были экономически активными, 15 — неактивными (показатель активности — 74,1 %, в 1999 году было 80,0 %). Из 43 активных жителей работали 41 человек (25 мужчин и 16 женщин), безработных было 2 (1 мужчина и 1 женщина). Среди 15 неактивных 3 человека были учениками или студентами, 10 — пенсионерами, 2 были неактивными по другим причинам.